# فرشته‌ماهی کوکوس
فرشته‌ماهی کوکوس (نام علمی: Centropyge colini) نام یک گونه از تیره فرشته‌ماهیان است.